# Maurizio Vitali
Maurizio Vitali (Savignano sul Rubicone, 17 marzo 1957) è un pilota motociclistico italiano ritiratosi dall'attività agonistica.
Anche suo figlio, Luca Vitali, corre come pilota motociclistico professionista.

## Carriera
Dopo aver cominciato a correre privatamente a 19 anni nel 1976 e aver vinto il trofeo monomarca Aspes Yuma nel 1978, dal 1979 ha partecipato al campionato Italiano Velocità vincendo per quattro volte il titolo negli anni tra il 1983 e il 1991 (due in Classe 125 e due in 250). Già nel 1979 ha partecipato a gare del motomondiale, con la conquista del suo primo podio al GP di Finlandia 1981, nella classe 125. Ha gareggiato anche nella classe 250, pur non con gli stessi buoni risultati della classe di cilindrata minore, e le sue ultime presenze iridate risalgono al 1993.
Ha corso utilizzando principalmente motociclette MBA nella classe 125, Garelli nella classe 250 e Gazzaniga (in 125 e 250), disputando più di cento gare con due vittorie, la prima nel 1983 in occasione del Gran Premio di San Marino e la seconda nello stesso Gran Premio l'anno successivo, entrambe in classe 125.
Quale miglior risultato alla fine della stagione è arrivato per due volte al quarto posto: nel 1983 e nel 1984. Si è ritirato nel 1993, rimanendo comunque nell'ambiente del motomondiale.

## Risultati nel motomondiale

### Classe 125
| 1979 | Classe | Moto |   |   |   |     |   |   |   |   |   |   |   |   |   |  |  | Punti | Pos. |
| ---- | ------ | ---- | - | - | - | --- | - | - | - | - | - | - | - | - | - |  |  | ----- | ---- |
| 1979 | 125    | MBA  | - | - | - | Rit | - | - | - | - | - | - | - | - | - |  |  | 0     |      |

| 1980 | Classe | Moto |    |   |   |   |   |   |   |   |   |   |  |  |  |  |  | Punti | Pos. |
| ---- | ------ | ---- | -- | - | - | - | - | - | - | - | - | - |  |  |  |  |  | ----- | ---- |
| 1980 | 125    | MBA  | 19 | - | - | - | - | - | - | - | - | - |  |  |  |  |  | 0     |      |

| 1981 | Classe | Moto |  |   |    |   |   |     |   |   |    |     |  |   |     |    |  | Punti | Pos. |
| ---- | ------ | ---- |  | - | -- | - | - | --- | - | - | -- | --- |  | - | --- | -- |  | ----- | ---- |
| 1981 | 125    | MBA  |  | 8 | 14 | 7 | 5 | Rit | 4 | 6 | NE | Rit |  | 3 | Rit | NE |  | 36    | 9º   |

| 1982 | Classe | Moto |   |    |     |   |     |     |     |   |    |   |     |     |    |    |  | Punti | Pos. |
| ---- | ------ | ---- | - | -- | --- | - | --- | --- | --- | - | -- | - | --- | --- | -- | -- |  | ----- | ---- |
| 1982 | 125    | MBA  | - | 10 | Rit | 9 | Rit | Rit | Rit | 4 | 14 | 4 | Rit | Rit | NE | NE |  | 19    | 13º  |

| 1983 | Classe | Moto |    |   |     |   |   |   |   |     |     |   |    |   |  |  |  | Punti | Pos. |
| ---- | ------ | ---- | -- | - | --- | - | - | - | - | --- | --- | - | -- | - |  |  |  | ----- | ---- |
| 1983 | 125    | MBA  | NE | 3 | Rit | 5 | 4 | 6 | 2 | Rit | Rit | 9 | 10 | 1 |  |  |  | 59    | 4º   |

| 1984 | Classe | Moto |    |   |     |    |     |   |    |     |    |   |   |   |  |  |  | Punti | Pos. |
| ---- | ------ | ---- | -- | - | --- | -- | --- | - | -- | --- | -- | - | - | - |  |  |  | ----- | ---- |
| 1984 | 125    | MBA  | NE | 2 | Rit | NE | Rit | 7 | NE | Rit | NE | 5 | 4 | 1 |  |  |  | 45    | 4º   |

| 1985 | Classe | Moto |    |  |  |  |  |    |  |  |  |  |  |   |  |  |  | Punti | Pos. |
| ---- | ------ | ---- | -- |  |  |  |  | -- |  |  |  |  |  | - |  |  |  | ----- | ---- |
| 1985 | 125    | MBA  | NE |  |  |  |  | NE |  |  |  |  |  | 3 |  |  |  | 10    | 12º  |

| 1990 | Classe | Moto      |    |    |    |   |  |  |   |    |    |    |   |  |  |  |     | Punti | Pos. |
| ---- | ------ | --------- | -- | -- | -- | - |  |  | - | -- | -- | -- | - |  |  |  | --- | ----- | ---- |
| 1990 | 125    | Gazzaniga | 20 | NE | 11 | 9 |  |  | 8 | 12 | 12 | 10 | 6 |  |  |  | Rit | 44    | 14º  |

| 1991 | Classe | Moto      |    |    |    |     |    |    |    |    |     |    |    |    |   |    |  | Punti | Pos. |
| ---- | ------ | --------- | -- | -- | -- | --- | -- | -- | -- | -- | --- | -- | -- | -- | - | -- |  | ----- | ---- |
| 1991 | 125    | Gazzaniga | 28 | 12 | NE | Rit | 24 | 13 | 14 | 23 | Rit | 22 | 19 | 11 | 7 | NE |  | 27    | 18º  |

| 1992 | Classe | Moto      |     |  |  |  |  |  |  |  |  |  |  |  |  |  |  | Punti | Pos. |
| ---- | ------ | --------- | --- |  |  |  |  |  |  |  |  |  |  |  |  |  |  | ----- | ---- |
| 1992 | 125    | Gazzaniga | Rit |  |  |  |  |  |  |  |  |  |  |  |  |  |  | 0     |      |

| 1993 | Classe | Moto  |    |  |  |  |    |     |  |  |  |    |  |  |  |  |  | Punti | Pos. |
| ---- | ------ | ----- | -- |  |  |  | -- | --- |  |  |  | -- |  |  |  |  |  | ----- | ---- |
| 1993 | 125    | Honda | NP |  |  |  | 21 | Rit |  |  |  | NP |  |  |  |  |  | 0     |      |

| Legenda | 1º posto        | 2º posto            | 3º posto            | A punti      | Senza punti        | Grassetto – Pole position Corsivo – Giro più veloce |
| Legenda | Gara non valida | Non qual./Non part. | Ritirato/Non class. | Squalificato | '-' Dato non disp. | Grassetto – Pole position Corsivo – Giro più veloce |

### Classe 250
| 1983 | Classe | Moto |  |  |    |  |  |  |  |  |  |  |  |  |  |  |  | Punti | Pos. |
| ---- | ------ | ---- |  |  | -- |  |  |  |  |  |  |  |  |  |  |  |  | ----- | ---- |
| 1983 | 250    | MBA  |  |  | 15 |  |  |  |  |  |  |  |  |  |  |  |  | 0     |      |

| 1984 | Classe | Moto |  |     |  |  |  |    |  |  |  |  |  |   |  |  |  | Punti | Pos. |
| ---- | ------ | ---- |  | --- |  |  |  | -- |  |  |  |  |  | - |  |  |  | ----- | ---- |
| 1984 | 250    | MBA  |  | Rit |  |  |  | NQ |  |  |  |  |  | 7 |  |  |  | 4     | 25º  |

| 1985 | Classe | Moto    |    |   |  |     |  |  |  |  |  |  |  |     |  |  |  | Punti | Pos. |
| ---- | ------ | ------- | -- | - |  | --- |  |  |  |  |  |  |  | --- |  |  |  | ----- | ---- |
| 1985 | 250    | Garelli | 13 | 6 |  | Rit |  |  |  |  |  |  |  | Rit |  |  |  | 5     | 22º  |

| 1986 | Classe | Moto    |    |  |  |    |    |  |  |   |  |   |     |    |  |  |  | Punti | Pos. |
| ---- | ------ | ------- | -- |  |  | -- | -- |  |  | - |  | - | --- | -- |  |  |  | ----- | ---- |
| 1986 | 250    | Garelli | 11 |  |  | 10 | 26 |  |  | 8 |  | 4 | Rit | NE |  |  |  | 12    | 15º  |

| 1987 | Classe | Moto    |    |  |    |   |  |    |  |  |  |   |  |    |    |  |  | Punti | Pos. |
| ---- | ------ | ------- | -- |  | -- | - |  | -- |  |  |  | - |  | -- | -- |  |  | ----- | ---- |
| 1987 | 250    | Garelli | 19 |  | 10 | 9 |  | 12 |  |  |  | 8 |  | 11 | 15 |  |  | 6     | 19º  |

| 1988 | Classe | Moto               |  |  |   |  |     |  |    |  |  |   |     |  |   |  |  | Punti | Pos. |
| ---- | ------ | ------------------ |  |  | - |  | --- |  | -- |  |  | - | --- |  | - |  |  | ----- | ---- |
| 1988 | 250    | Yamaha e Gazzaniga |  |  | 8 |  | Rit |  | 10 |  |  | 5 | Rit |  | 9 |  |  | 12    | 26º  |

| 1989 | Classe | Moto  |  |  |  |  |    |     |   |  |  |  |  |  |  |  |  | Punti | Pos. |
| ---- | ------ | ----- |  |  |  |  | -- | --- | - |  |  |  |  |  |  |  |  | ----- | ---- |
| 1989 | 250    | Honda |  |  |  |  | 18 | Rit | 9 |  |  |  |  |  |  |  |  | 2     | 39º  |

| Legenda | 1º posto        | 2º posto            | 3º posto            | A punti      | Senza punti        | Grassetto – Pole position Corsivo – Giro più veloce |
| Legenda | Gara non valida | Non qual./Non part. | Ritirato/Non class. | Squalificato | '-' Dato non disp. | Grassetto – Pole position Corsivo – Giro più veloce |